# Gloria Warren
Gloria Warren (eigentlich Gloria Weiman; * 7. April 1926 in Wilmington, Delaware; † 11. September 2021 in Los Angeles) war eine US-amerikanische Schauspielerin und Sängerin. Bekanntheit erlangte sie in ihrer kurzen Karriere vor allem durch die Rolle der Vickie Scott in Im Schatten des Herzens.

## Leben
Gloria Warren wurde als einzige Tochter eines Juweliers und seiner Frau unter dem Namen Gloria Weiman geboren. Ihre Eltern waren osteuropäischer Herkunft. Nach dem Beginn ihrer Filmkarriere nahm Gloria den Künstlernamen Warren an, den anschließend auch ihre Familie übernahm.
Gloria Warren begann ihre Laufbahn 1942 mit einem Vertrag über sieben Jahre bei Warner Brothers. Bereits ihr erster Filmauftritt wurde auch ihr bekanntester: In Im Schatten des Herzens spielte sie an der Seite von Kay Francis und Walter Huston eine der Hauptrollen als Victoria „Vickie“ Scott. Im Film singt sie mehrfach den Titelsong Always in My Heart, der 1943 für einen Oscar in der Kategorie Bester Song nominiert wurde. Für ihren Auftritt erhielt Warren positive Kritiken, darunter auch einen ausführlichen Bericht in der The New York Times. Dennoch gelang ihr nie der große Durchbruch als Schauspielerin.
In den folgenden fünf Jahren war Warren noch in vier weiteren Filmen zu sehen. Hierzu zählen Dangerous Money aus der Filmreihe um die Figur des Charlie Chan sowie Bells of San Fernando, in dem sie die weibliche Hauptrolle verkörperte. 1947 beendete Warren ihre Schauspielkarriere mit nur 21 Jahren und zog sich ins Privatleben zurück.
Gloria Warren war von 1946 bis zu dessen Tod im April 2010 mit dem Geschäftsmann Peter Gold verheiratet. Das Paar bekam zwei gemeinsame Kinder und setzte sich unter anderem finanziell für das privat geführte Pitzer College für freie Künste in Claremont ein.

## Filmografie
- 1942: Im Schatten des Herzens (Always in My Heart)
- 1943: Cinderella Swings It
- 1946: Charlie Chan – Gefährliches Geld (Dangerous Money)
- 1946: Don’t Gamble with Strangers
- 1947: Der Rebell von San Fernando (Bells of San Fernando)